# Georg Brühschweiler
Georg Brühschweiler, ros. Георгий Павлович Брюшвейлер, Gieorgij Pawłowicz Brühschweiler (ur. 1897 w Moskwie, zm. 1973 roku w Szwajcarii) – szwajcarski dziennikarz, współpracownik Einsatzstab Reichsleiter Rosenberg podczas II wojny światowej.
Jego ojcem był moskiewski pastor kościoła ewangelicko-reforormowanego Paul Brühschweiler (Pawieł Iwanowicz Brühschweiler). Ukończył gimnazjum, a następnie uniwersytet w Moskwie. Po rewolucji bolszewickiej 1917 roku wyjechał w 1919 roku do Szwajcarii, gdzie został dziennikarzem gazety „Neue Zürcher Zeitung”. Kiedy wojska niemieckie zaatakowały ZSRR 22 czerwca 1941 roku, przybył do Niemiec. Pracował w Einsatzstab Reichsleiter Rosenberg działającym przy Ministerstwie Rzeszy ds. Okupowanych Terytoriów Wschodnich Alfreda Rosenberga. Kilkakrotnie przebywał na okupowanych terenach Związku Radzieckiego. W 1942 roku pełnił funkcję tłumacza w niemieckiej komendanturze Mikołajowa, a następnie przebywał w Kijowie. Wkrótce potem powrócił do berlińskiej centrali Einsatzstab Reichsleiter Rosenberg. W 1943 roku nawiązał kontakty z Narodowym Związkiem Pracujących (NTS) i ruchem „własowskim”, a także środowiskami opozycyjnymi wobec nazistów. Od połowie 1944 roku pośredniczył w tajnych negocjacjach z Amerykanami, odwiedzając Szwajcarię. Po wojnie powrócił na stałe do ojczyzny.